# Samizdat

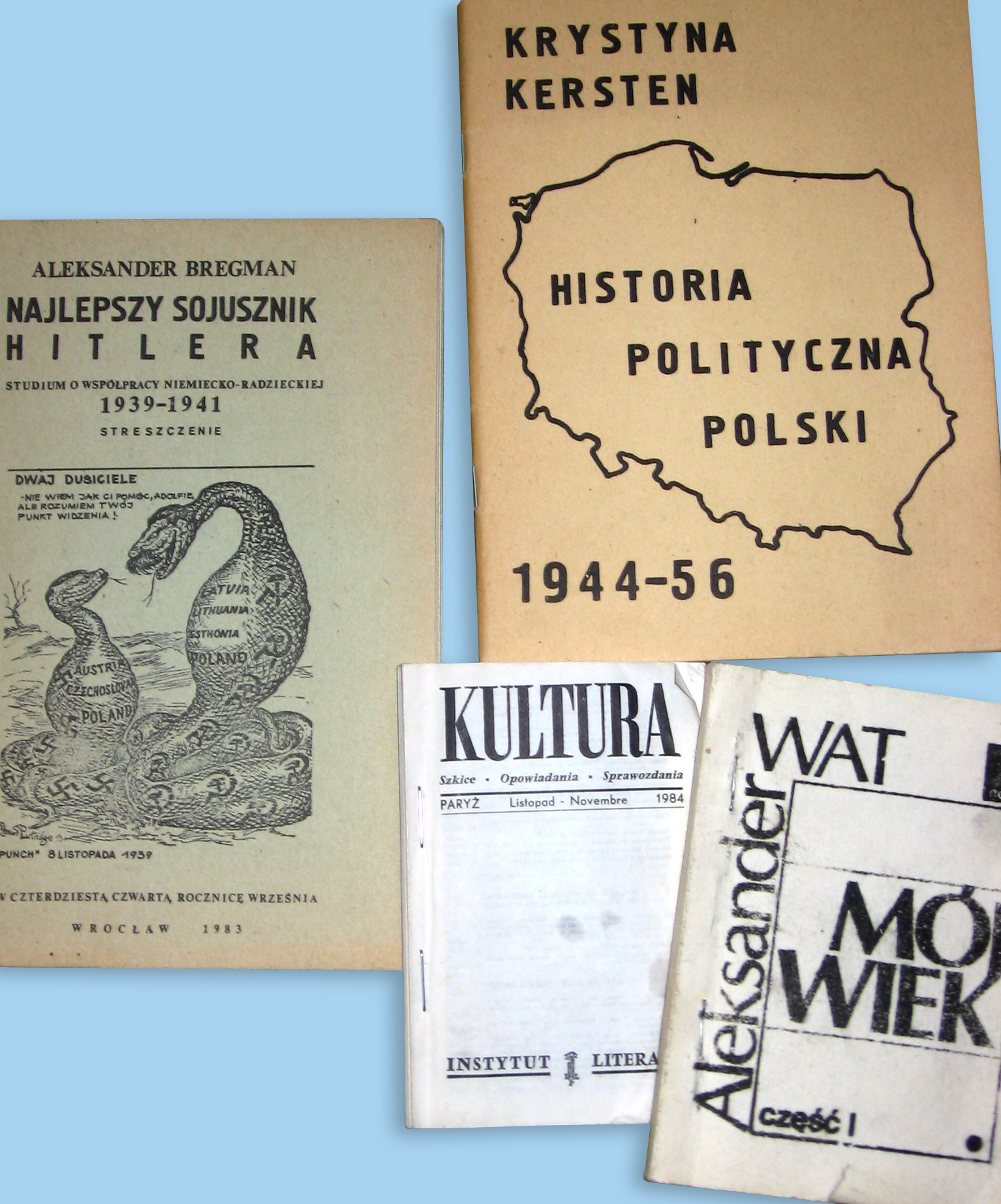
Publicaciones clandestinas polacas de la década de 1980.

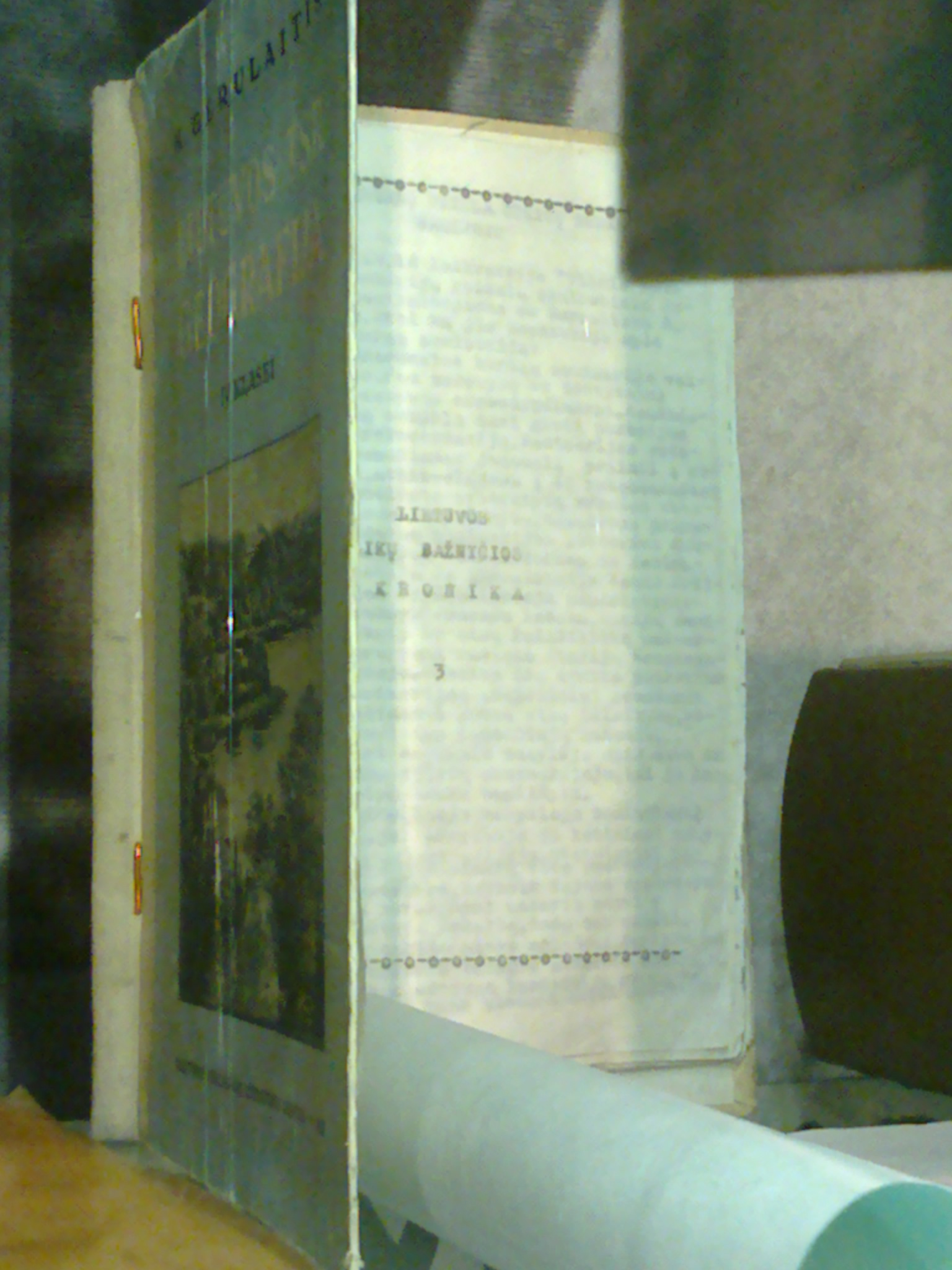
Samizdat oculto dentro de una encuadernación de libro; visto en el Museo de las Ocupaciones y Luchas por la Libertad, Vilna.

Samizdat (en ruso самиздат y en ucraniano самвидав, transliterado samvidav) fue la copia y distribución clandestina de literatura prohibida por la censura del régimen soviético y, por extensión, también de literatura prohibida por los gobiernos comunistas de Europa Oriental (el llamado Bloque del Este) durante la denominada Guerra Fría. De esa manera, muchas veces los disidentes lograban sortear la fuerte censura política para expresar ideas u opiniones contrarias al gobierno.
Las copias de los textos (ensayos, poemas, o hasta simples caricaturas) se hacían de a unas pocas por vez y se esperaba que los receptores realizasen por su cuenta algunas copias adicionales. Esto se hacía normalmente mediante el mecanografiado o la escritura a máquina de los textos en cuestión o, en su defecto, mediante la simple copia manuscrita mediante calcos. Esta práctica de eludir la censura oficial estaba llena de peligros, ya que se imponían duros castigos -como, despidos, arresto domiciliario, o el encarcelamiento- a las personas capturadas en posesión de textos prohibidos. El conocido disidente soviético Vladímir Bukovski lo definía de la siguiente manera: "Yo mismo lo creo, edito, censuro, publico, distribuyo, y me encarcelan por eso."

## Técnicas

"Biuletyn Dolnośląski" (Boletín de Baja Silesia): Samizdat polaco, publicación ilegal de "Solidarność" en Baja Silesia, Polonia.

Esencialmente, las copias de texto samizdat, como la novela "El maestro y Margarita", de Mijaíl Bulgákov o el escrito de Václav Havel "poder de los sin poder", se pasaban de mano en mano entre amigos y conocidos al ser ilegal su venta pública.
Las técnicas utilizadas para la reproducción de literatura prohibida variaban, desde realizar varias copias mediante papel carbón (ya sea a partir de originales manuscritos o mecanografiados) a, en unos contados casos, imprimir relativamente grandes cantidades de libros en imprentas clandestinas semiprofesionales (este último caso se dio en unos pocos países del bloque, como Hungría o la antigua Checoslovaquia), siendo que prácticamente imposible acceder a editoriales o imprentas profesionales, todas bajo control y vigilancia de la censura del Estado.
Antes de la implementación de la política de glásnost (transparencia informativa) por parte de Mijaíl Gorbachov en 1986, la práctica era peligrosa, porque las imprentas, copiadoras y hasta las máquinas de escribir estaban bajo control directo de los "Primeros Departamentos" (que eran puestos de avanzada del KGB en cada una de las instituciones soviéticas como oficinas o centros de enseñanza): en todos ellos se almacenaban copias de referencia de los textos que se reproducían y de los usuarios autorizados, con el propósito de realizar identificaciones posteriores. Similares precauciones existían en los demás países del Bloque del Este para impedir la reproducción y difusión de textos críticos con el régimen.

## Etimología y términos relacionados
Etimológicamente, la palabra samizdat proviene de la raíz sam (en ruso: сам, "por sí/uno mismo") e izdat [en ruso: издат, apócope de издательство (izdátelstvo) "editorial"], significando por lo tanto, "autopublicación". El término fue acuñado como un juego de palabras creado por el poeta ruso Nikolái Glazkov en la década de 1940, quien mecanografiaba copias de sus poemas indicando en su primera página самсебяиздат (samsebyaizdat, algo así como "Yo, por mí mismo editores"), en una analogía con los típicos nombres de las editoriales (obviamente) estatales de la Unión Soviética, como Detizdat (literatura para niños) o, especialmente, Политиздат (transliterado como Politizdat, abreviatura de Государственное издательство политической литературы, Gosudárstvennoye izdátelstvo politícheskoi literatury, es decir, "Editorial Estatal de Literatura Política").
Además, existieron tres términos relacionados al fenómeno samizdat, aunque menos conocidos que éste:

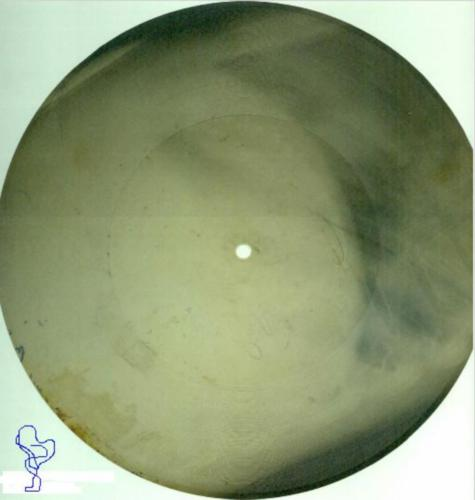
Un disco hueso.

- Magnitizdat se refería al contrabando de grabaciones de sonido (magnit, refiriéndose a la cinta magnética), a menudo de poemas, conferencias o música underground censurada por el gobierno.
- Roentgenizdat se refería a los discos hueso, copias artesanales de discos de vinilo con música prohibida por el Estado que habían sido introducidos de contrabando a la Unión Soviética.[4] Por lo general contenían rock and roll, jazz, mambo y otros géneros musicales reprobados por el régimen, así como música de autores expatriados que habían sido censurados. Estas copias se vendían e intercambiaban en el mercado negro. Cada disco era una delgada hoja de plástico flexible, grabado en espiral por un solo lado y que podía reproducirse en un gramófono o tocadiscos a 78 RPM. Estaban hechos a partir de un material barato y disponible: radiografías desechadas. Cada hoja rectangular grande era recortada en un círculo y este se grababa individualmente con una grabadora de discos improvisada. Las copias y su baja calidad de sonido se parecían a los discos Flexi producidos en masa.[4]
- Tamizdat se refiere a la literatura publicada en el extranjero (там, tam, que significa "allí") cuya importación estaba prohibida, a menudo a partir del tráfico ilegal de manuscritos.

Dentro de la historia de la prensa polaca subterránea, el término usual en los últimos años del comunismo (1945-1989) era drugi obieg o "segunda circulación" (de publicaciones), siendo que la "primera" se refería a las publicaciones legales (y eventualmente "recortadas" debido a la censura estatal). Por su parte, el término polaco bibuła ("papel secante") es más antiguo, después de haber sido utilizado incluso desde el siglo XIX para referirse a textos nacionalistas prohibidos por el régimen zarista.

## Historia

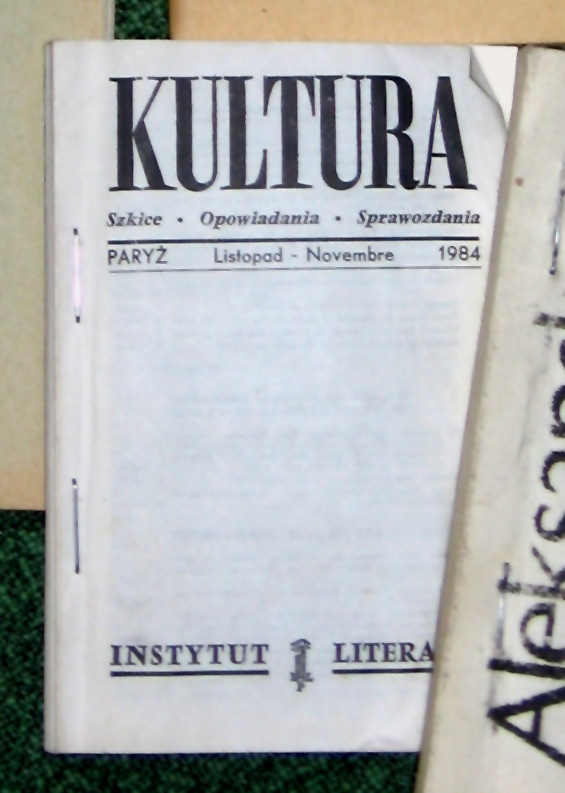
Publicación "Kultura" del Samizdat polaco que se publicaba en París, del año 1984

La literatura autopublicada y autodistribuida tiene una larga historia, pero el fenómeno samizdat original es único y exclusivo del período posterior a Stalin, en la URSS y otros países con similares sistemas socioeconómicos, cuando la tecnología de reproducción de textos se extendió entre la burocracia estatal. Bajo la censura convertida en política pública de un Estado policial, estas sociedades hicieron uso de una auténtica literatura subterránea, no solo para realizar análisis introspectivos, sino también como vehículo para practicar o canalizar una peculiar "variante limitada" de la libre expresión, manifestando ideas y opiniones que eran prácticamente imposibles de expresar públicamente.
Al principio del deshielo lanzado por Nikita Jrushchov en la URSS desde 1954, la poesía se hizo muy popular y los escritos de una amplia gama de poetas (conocidos, jóvenes desconocidos, así como prohibidos y reprimidos) circularon entre la intelectualidad (intelliguentsia) soviética de la época, difundiéndose en círculos académicos y universitarios. Precisamente, el Discurso secreto de Jruschov contra Stalin ante el XX Congreso del PCUS fue uno de los primeros documentos íntegros publicados en el samizdat, aunque el texto del Discurso secreto no fue completamente revelado por la prensa soviética hasta el año 1989 en la época de la perestroika de Gorbachov.
El 29 de junio de 1958, se inauguró un monumento dedicado a Vladímir Mayakovski en el centro de Moscú. La ceremonia oficial concluyó con lecturas de poesías improvisadas en público. A la intelectualidad moscovita le gustó la atmósfera de relativa libertad de expresión derivada del "deshielo" auspiciado por Jruschov, y esas lecturas al aire libre pronto se volverían regulares y serían conocidas como "Mayak" (en ruso: Маяк, "faro"), con los estudiantes siendo la mayoría de los participantes. Sin embargo, esto no duraría mucho, ya que las autoridades soviéticas pronto comenzaron a reprimir las reuniones, ordenando su disolución forzada.
Así, en el verano boreal de 1961, varios asistentes habituales de dichas reuniones (entre ellos el poeta Edvard Kuznetsov) fueron arrestados bajo el cargo de "agitación y propaganda antisoviética" (delito de extrema gravedad según el artículo 70 del código penal de la RSFSR). El editor y redactor de la revista samizdat moscovita "Синтаксис" (Síntaksis, "sintaxis"), Aleksandr Ginzburg fue detenido en 1960, ya cuando el período de "excesiva apertura y tolerancia" derivado del deshielo de Nikita Jrushchov iba llegando a su fin y se reasumía la censura contra las ideas críticas del régimen soviético.
Algunos escritos considerados comprometidos fueron originalmente publicados por algunas editoriales estatales del régimen soviético, como la hoy clásica novela "Un día en la vida de Iván Denísovich", escrita por Aleksandr Solzhenitsyn (quien ganaría el Premio Nobel de Literatura en 1970). Esta obra, que narraba la dura vida dentro de los campos siberianos de trabajo forzado del sistema Gulag durante los años 1950, sería inicialmente publicada -en forma de fascículos- en la revista literaria Novy Mir, a partir de la edición de noviembre de 1962. No obstante, al notarse que la obra de Solzhenitsyn contenía una dura crítica contra el sistema carcelario del régimen soviético, la novela pronto sería censurada y retirada de circulación, y finalmente encontraría su único camino de difusión a través del fenómeno samizdat.
No obstante, no todo lo que se publicaba mediante el samizdat tenía contenido políticamente incorrecto o de abierta oposición al régimen comunista soviético, habiendo relatos eróticos o cómicos que tenían suficientes elementos de sátira social que los hacían reprobables para el gobierno soviético (sea por auspiciar la libertad sexual o limitarse a la simple diversión del lector sin contener un mensaje marxista aceptable).
En 1963, el poeta Joseph Brodsky (quien obtendría nada menos que el Premio Nobel de Literatura en 1987) fue acusado de haber cometido el tipo penal de "parasitismo social" tras quedar desempleado en castigo por sus textos críticos al régimen, y fue condenado a prisión por escribir poemas sentimentales que cuestionaban crudamente el realismo socialista. Si bien Brodsky se libró de la cárcel por la presión de intelectuales soviéticos y extranjeros, en adelante debió difundir sus obras mediante el sistema samizdat.
A mediados de la década de 1960, un grupo literario no oficial conocido por la sigla СМОГ (Самое Молодое Общество Гениев, transliterado como Sámoye Molodóye Óbschestvo Guéniyev, traducido como "La joven sociedad de genios") difundió en samizdat su almanaque Сфинксы (Sfinksy, "esfinges"), además de colecciones de prosa y poesía. Algunos de sus escritos llegaron a ubicarse cerca de la vanguardia literaria rusa de las décadas de 1910 y 1920, durante el período revolucionario ruso-soviético. La difusión de Sfinksy en samizdat se hizo indispensable, pues los cánones del realismo socialista impuestos por el gobierno soviético desde la década de 1930 tornaban ilegal la publicación de obras vanguardistas en la URSS.
El juicio de 1965 a los escritores Yuli Daniel y Andréi Siniavsky (también acusados de violar el artículo 70) y el aumento de la represión marcó el fin del deshielo y renovados tiempos duros para los samizdat tras el ascenso al poder de Leonid Brézhnev. El juicio a Daniel y Siniavsky fue cuidadosamente documentado en el "Libro Blanco" de Yuri Galánskov y Aleksandr Ginzburg. Ambos escritores serían luego detenidos y condenados a penas de prisión por difundir la existencia del proceso, en lo que se conoció como "El juicio de los Cuatro".
El contenido de algunos libros del samizdat se volvió más cada vez más politizado dejando de lado la literatura de entretenimiento (debido a la asfixiante atmósfera intelectual de los tiempos de Brézhnev), y desempeñaría un importante papel en el movimiento disidente en la Unión Soviética.
Entre 1964 y 1970, el historiador Roy Medvédev publicó regularmente un análisis que más tarde aparecería en Occidente bajo el título (Политический дневник (transliterado como Politícheskiy Dnevnik, "El diario político").

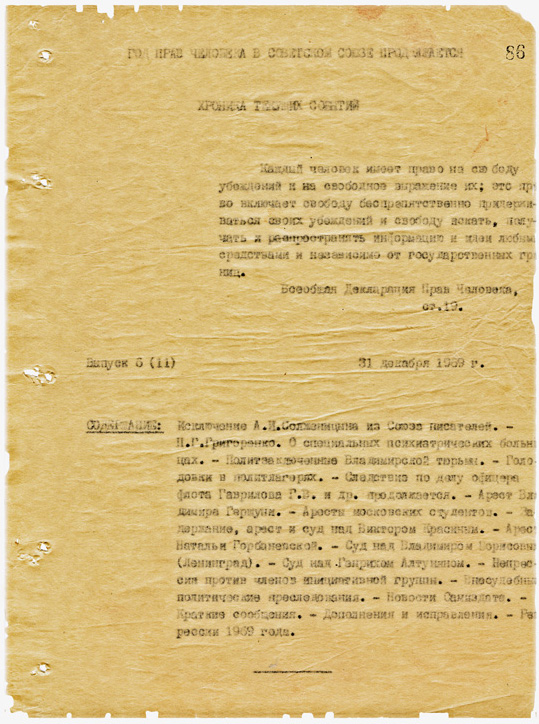
Publicación samizdat "Jrónika tekúschij sobýtiy" ("Crónica de la actualidad") de 1969.

Una de las publicaciones del samizdat más conocidas y de más larga duración fue el boletín informativo Хроника текущих событий (Jrónika tekúschij sobýtiy, "Crónica de la actualidad") dedicado a la defensa y promoción de los derechos humanos básicos en la URSS. Se editaron clandestinamente 63 números del mismo durante 15 años (una media de unos cuatro anuales), entre 1968 y 1983 (prácticamente coincidiendo con el período de estancamiento de Brézhnev), denunciando todo tipo de abusos y arbitrariedades de las autoridades comunistas, eventos muchas veces ya conocidos por los ciudadanos soviéticos pero cuya mención pública era un grave delito. Los autores del mismo, anónimos, alentaron a los lectores a utilizar los mismos "canales informales de distribución" para enviar sus protestas, críticas, y comentarios, que serían respondidos en las ediciones posteriores. Además, se los invitaba a enviar información local de sus respectivas regiones, con denuncias que nunca podrían aparecer en la prensa bajo censura del gobierno.
La Crónica era conocida por su estilo conciso y seco, con expresiones concretas y duras, al extremo que sus rúbricas regulares se titulaban "Arrestos, redadas, interrogatorios", "Represión extrajudicial", "En las cárceles y campamentos (Gulag)", "Noticias del samizdat", "La persecución de la religión", "Persecución a los tártaros de Crimea", "Represión en Ucrania", entre otros, lo cual hacía evidente la oposición de sus autores a la represión política ejercida por el gobierno de la URSS, con las graves consecuencias que ello generaba para quienes denunciasen tales hechos.
Los autores de la Crónica, no obstante, alegaban que de acuerdo a la Constitución soviética (reformada en 1977 y parecida a la estalinista de 1936), su publicación no era formalmente ilegal en sí misma, pues la Constitución de la URSS defendía la libre expresión. Sin embargo, las leyes penales de la URSS se encargaban de regular los límites de dicha "libertad" fijando castigos con severas penas de cárcel en el Gulag a toda publicación "antisoviética", declarando como tal a cualquier escrito que criticase actos del régimen, expresara ideas no comunistas, o denunciara la sola existencia de represión política.
Otra publicación notable y de larga duración del samizdat (alrededor de 20 números el período 1972-1980) fue la revista política y literaria Евреи в СССР (transliterada como Yevréi v SSSR, "Hebreos en la URSS"), fundada y editada por Aleksandr Voronel y, después de su retiro, por Mark Azbel y Aleksandr Luntz. La incipiente difusión de las tecnologías informáticas en la Unión Soviética de los años 1980, debido a la pequeña apertura a la importación por parte del gobierno de Mijaíl Gorbachov, dificultó relativamente el combate del fenómeno samizdat por parte del régimen soviético.
El funcionamiento del samizdat resultaba más notable por cuanto las autoridades de la URSS mantenían un severo control sobre todos los medios de reproducción escrita existentes en el país, como imprentas, fotocopiadoras o incluso el simple papel para copias. De hecho, el acceso a imprentas o fotocopiadoras era seriamente restringido y limitado a personal "de confianza" en instituciones estatales, en un afán de mantener bajo control gubernamental inclusive los elementos más rudimentarios para la transmisión masiva de ideas. Pese a las restricciones, la prensa clandestina del samizdat alcanzó niveles elevados de circulación y difusión.

## Fenómenos similares o análogos en otros países
Después del inicio del exilio forzado del ayatolá Ruhollah Jomeini, expulsado de Irán por el Sha en 1964, sus cada vez más encendidos sermones fueron objeto de contrabando a ese país a través de cintas de audio o casetes. Este fenómeno terminaría aumentando su popularidad y contribuyendo, en parte o indirectamente, al derrocamiento del antiguo monarca por la revolución islámica de 1979. Debido a las restricciones impuestas por el entonces nuevo régimen teocrático iraní, con el paso de los años se daría dentro del país un fenómeno samizdat inverso al anterior. Por ejemplo, se llegó a publicar clandestinamente la traducción al persa de la novela Los versos satánicos (1988), del exiliado escritor hindú Salman Rushdie (quien, poco antes de fallecer Jomeini en 1989, fue condenado a muerte por este último mediante una fatua por haber supuestamente blasfemado al profeta Mahoma).
En el ámbito europeo, una tradición de publicar material manuscrito clandestino existió en el Ejército alemán durante la Primera y la Segunda Guerra Mundial. Por su parte, Polonia tiene una larga tradición o historia de prensa "clandestina" o "subterránea" (underground) desde los años de las Particiones de Polonia a fines del siglo XVIII, situación que floreció de nuevo durante la ocupación alemana de 1939-1945 cuando la resistencia polaca se ocupó de redactar y difundir textos de propaganda, manuales militares, y prensa clandestina durante su lucha contra el nazismo. Esta tradición se mantuvo intacta y hasta potenciada cuando tras la ocupación germana se instaló el régimen patrocinado por la URSS entre 1945 y 1989. 
También en otros países del Bloque del Este como Checoslovaquia y Hungría, durante las décadas de 1970 y de 1980 se imprimieron de forma clandestina docenas de libros censurados críticos con el régimen comunista (algunos de más de 500 páginas), en cantidades que llegaron a exceder los 12.000 ejemplares por cada uno. En estos casos, se trataría de mecanismos de copiado bastante aceitados para burlar la censura oficial, que generarían una auténtico canal de distribución "libre" y alternativo.
En América Latina, durante las dictaduras militares de derecha de los decenios de 1960 y de 1970, la bibliografía o literatura marxista era censurada y perseguida, quedando para su difusión solamente copias clandestinas y rudimentarias. No solamente se prohibió la circulación de clásicos como "El Capital" (Das Kapital) de Karl Marx (1867) o "¿Qué hacer?" (1902) de Vladímir Lenin, sino obras locales más nuevas y "preocupantes". Entre estas últimas se encontraban los manuales "La guerra de guerrillas" (1960), escrito por el revolucionario comunista argentino-cubano Che Guevara, y el "Mini-manual del guerrillero urbano", redactado por su colega brasileño Carlos Marighella (1969), que solamente pudieron ser difundidos mediante imprentas artesanales. En Argentina, durante su último régimen militar (1976-83), incluso las autoridades llegarían a censurar absurdamente un libro de física solamente por estar titulado "La cuba electrolítica", tachado de izquierdista.
Por otro lado, en los Estados Unidos, después de que Laboratorios Bell cambiase su licencia sobre el sistema operativo UNIX, haciéndola restrictiva, el listado de su código fuente original (compilado en el libro denominado The Lions book el libro "A Commentary on the UNIX Operating System", de John Lions) tuvo que ser retirado del circuito comercial legal. Sin embargo, los datos técnicos que contenía eran de un valor tan enorme, que las copias piratas siguieron circulando durante varios años. El acto de copiar el Lions book a veces fue jocosamente denominado como una suerte de variante occidental del fenómeno samizdat soviético (aunque se trataba de dos hechos muy diferentes en realidad: por un lado, la violación de derechos de autor en los Estados Unidos y, por el otro, la falta de libertad de expresión y de prensa en la antigua Unión Soviética).

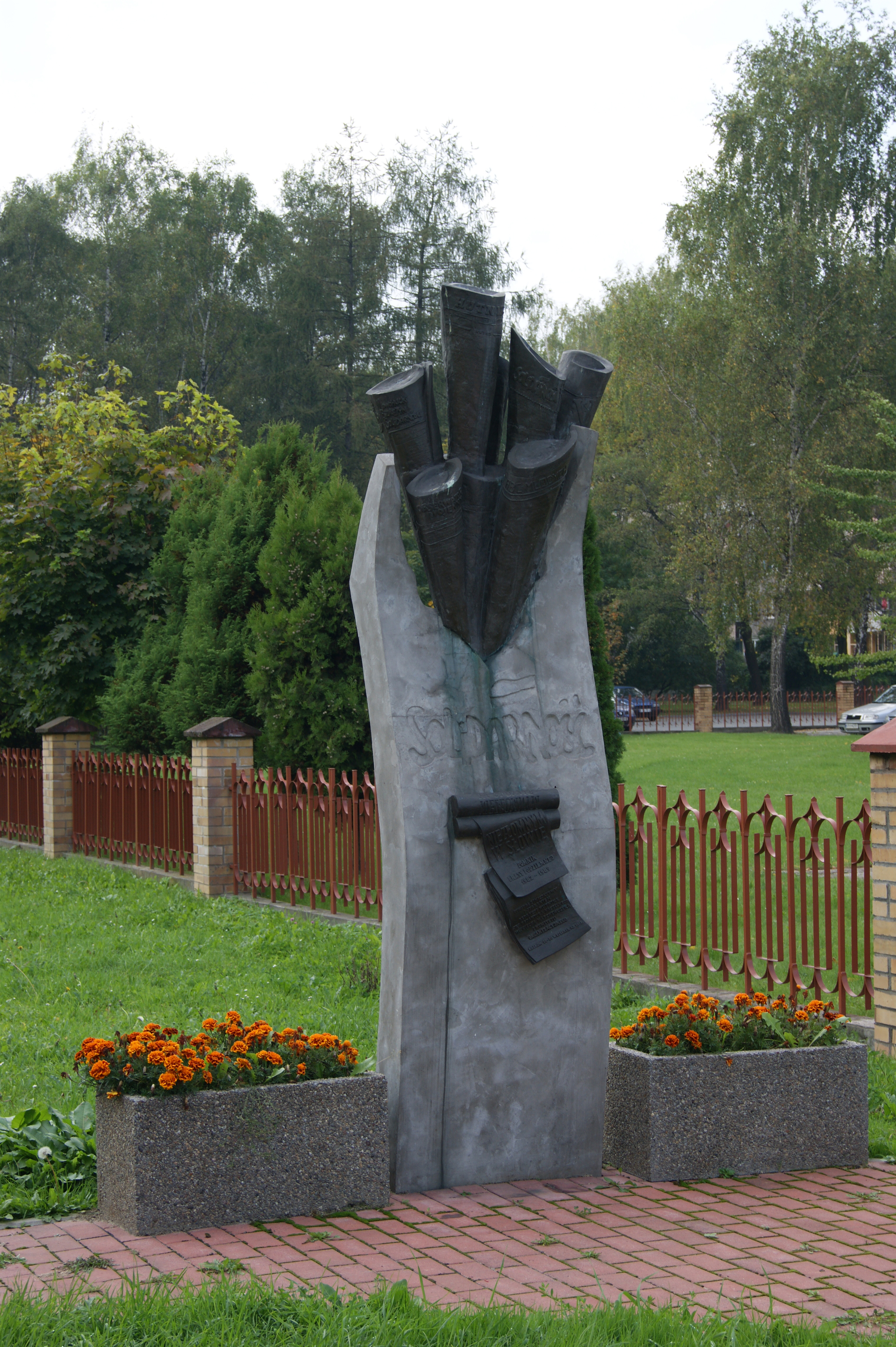
Memorial del Samizdat en Nowa Huta, Cracovia, Polonia.